# Pygopleurus lucarellii
Pygopleurus lucarellii là một loài bọ cánh cứng trong họ Glaphyridae. Loài này được Piatella & Sabatinelli miêu tả khoa học năm 1992.